# Lam Ching Ying
Lam Ching-ying, kinesisk skådespelare, född 27 december 1952 i Shanghai, död 8 november 1997 i Hongkong, var en kinesisk skådespelare. Han avled av levercancer.
Främst känd för att ha spelat vampyrjagande daoist-präst i en stor mängd filmer, något som skulle bli hans paradroll.

## Filmografi (urval)
- Mr. Vampire (1985)
- Winners and sinners 3 (1985)
- Winners and sinners 2 (1985)
- Winners and Sinners (1983)
- The Prodigal Son (1982)
- I drakens tecken (1973)
- Fist of Fury (1972)
- The Big Boss (1971)